# Pulsellum bushi
Pulsellum bushi är en blötdjursart som först beskrevs av Henderson 1920.  Pulsellum bushi ingår i släktet Pulsellum och familjen Pulsellidae. Inga underarter finns listade i Catalogue of Life.